# 國際百貨公司
國際百貨公司是一間位於香港九龍城的已結業華資百貨公司。

## 歷史
國際百貨公司開業於1948年，創辦人是古巴歸僑、九龍城地主鄺命光。國際百貨坐落於九龍城衙前圍道和獅子石道交界的一座外型特別的唐樓，該座唐樓別稱「星屋」。及後公司的業務再擴展，開辦國際超級市場和國際戲院。隨著香港急速發展，百貨公司跟不上都市潮流，於2000年代初結業。

## 建築特色
星屋曾是九龍城的地標建築，建於戰前，因唐樓屋頂正中間有一粒大星而得名．鄺氏在九龍城的物業大多都這夥星星標誌，國際百貨是最後拆卸的一座。唐樓側面建有半圓露台。整座建築都以墨綠色作裝飾。2012年，星屋被業主清拆，地皮自此丟空。在九龍城沒有港鐵接駁的年代，乘紅色小巴在「國際有落」是九龍城居民的集體回憶。

## 流行文化
- 《盜賊門》（2012年）